# گولیکوفکا
گولیکوفکا (به لاتین: Gulikovka) یک منطقهٔ مسکونی در روسیه است که در استان آمور واقع شده‌است.